# (3502) Huangpu
(3502) Huangpu ist ein Asteroid des Hauptgürtels, der am 9. Oktober 1964 am Purple-Mountain-Observatorium in Nanjing entdeckt wurde. 
Der Asteroid wurde Huangpu benannt, einem Stadtbezirk von Shanghai.